# Kyoko Sakura
Kyoko Sakura (jap. 佐倉 杏子 Sakura Kyōko) – postać fikcyjna z serialu anime Puella Magi Madoka Magica z 2011. Kyoko to czarodziejka pochodząca z biednej rodziny. Jej ojciec był protestanckim pastorem. Początkowo przedstawiana jako agresywna i egocentryczna, Kyoko kłóci się z Sayaką Miki o wyznawane przez nie ideały sprawiedliwości. Jednak w miarę rozwoju historii jej poglądy się zmieniają, a dziewczyna zaczyna sympatyzować z Sayaką i próbuje uchronić ją od rozpaczy. W filmie Puella Magi Madoka Magica the Movie: Rebellion Kyoko ma bardziej przyjazną osobowość i walczy u boku innych czarodziejek z surrealistycznymi potworami zwanymi jako Koszmary. Przeszłość Kyoko i jej relacja z Mami Tomoe zostały opisane w mangowym spin-offie Puella Magi Madoka Magica: The Different Story. Kyoko wystąpiła w wielu mediach związanych z Puella Magi Madoka Magica, w tym w mangach, adaptacjach powieściowych i grach wideo.
Scenarzysta serialu Gen Urobuchi pierwotnie stworzył Kyoko jako rywalkę Sayaki; chociaż obie postacie wypowiedziały podobne życzenia i doświadczyły podobnych sytuacji, posiadają różne osobowości. Kyoko została zaprojektowana przez Ume Aoki, która chciał odróżnić ją od reszty bohaterek. Głosu podkładają jej Ai Nonaka w języku japońskim i Lauren Landa w języku angielskim.
Odbiór krytyczny postaci Kyoko był pozytywny, a krytycy uznali jej postać za interesującą i pochwalili jej historię. Jej podobieństwo i relacja z Sayaką również spotkały się z pozytywnym odbiorem, a postać była także przedmiotem analiz. Kyoko stała się popularną postacią, zdobywając wysokie miejsca w wielu ankietach popularności. Wypuszczono również wiele różnych towarów związanych z Kyoko, takich jak figurki, pluszowe lalki i breloczki do kluczy.

## Wpływ kulturowy

### Popularność
Postać Kyoko została pozytywnie przyjęta przez widzów. Jest ona jedną z najpopularniejszych bohaterek studia Shaft, zajmując czwarte miejsce na liście 10 najlepszych bohaterek Shaft w 2016 roku. Kyoko zajęła 11. miejsce ze 191 głosami w ankiecie Charapedii, w której proszono fanów o wypisanie 20 najlepszych czarodziejek z anime. Znalazła się na szczycie listy „7 najlepszych czerwonowłosych bohaterek anime” fanów z Akihabary i zajęła trzecie miejsce na liście „Najlepszych kucyków anime” Charapedii. Kyoko zajęła drugie miejsce w turnieju Anime Saimoe przeprowadzonym na forum internetowym 2chan w 2011 roku, zdobywając 3380 głosów. Użytkownicy BIGLOBE uznali Kyoko za swoją ulubioną postać z anime związaną z sakurą. W ankiecie Ani Trending News z 2020 roku Kyoko została wybrana siódmą najlepszą kobiecą postacią z anime zimy 2011.

### Odbiór krytyczny
Postać Kyoko spotkała się z pozytywnym odbiorem krytyków. Kory Cerjak z The Fandom Post nazwał Kyoko „najciekawszą postacią serialu”, chwaląc jej tragiczny wątek fabularny i silną osobowość. Cerjak napisał, że jej poświęcenie dla Sayaki i rozwój postaci było „cudowne do oglądania”, a głos Lauren Landy nazwał „fantastycznym”. Według recenzenta THEM Anime Reviews, Tima Jonesa, „historia Kyoko jest nie tylko prawdopodobnie najbardziej rozwinięta po historii Homury, ale także najlepiej wyjaśnia jej osobowość”. 
Opisując ją jako „szyderczą, pewną siebie rudowłosą magiczną dziewczynę”, Zac Bertschy z Anime News Network stwierdził, że Kyoko reprezentuje „zatwardziały cynizm i bezwzględny instynkt samozachowawczy”, który walczy o siebie, w przeciwieństwie do Sayaki, która jest w pełni oddana używaniu wyłącznie swoich mocy "by chronić wszystkich wokół niej” i powiedział, że ich starcie jest „kluczowe” dla historii. Pochwalono także japońską aktorkę głosową Kyoko, Ai Nonakę. Jones nazwał ją „największą niespodzianką” za ukazanie zakresu emocji bohaterki i zapewnienie „jednych z najlepszych ról” w serialu, a Jacob Churosh z tej samej strony internetowej również pochwalił jej grę aktorską „z szerokim zakresem emocji”.
Rolę Kyoko w spin-offowej mandze The Different Story pochwaliła Rebecca Silverman, która nazwała historię Kyoko „znacznie bardziej fascynującą” niż historia Mami; w mandze zostało wyjaśnione, jak Kyoko stała się osobą, którą jest w anime, i stwierdziła, że jej historia jest „dość rozdzierająca serce”. Zauważyła, że jej życzenie było w rzeczywistości altruistyczne, a Mami i Kyoko były „więcej niż wystarczająco silne, aby samodzielnie stworzyć interesującą historię”. W swojej recenzji serii anime Magia Record James Beckett z Anime News Network zainteresował się interakcją Kyoko z Felicią Mitsuki i zauważył jej pojawienie się jako fanserwis. Beckettowi bardziej podobał się jej występ w kolejnych odcinkach, ponieważ „miała więcej rzeczy do zrobienia”.